# Чалдога
Чалдога — река в России, протекает по Подпорожскому и Лодейнопольскому районам Ленинградской области.
Исток — озеро Частозеро в Подпорожском районе, протекает параллельно железной дороге Санкт-Петербург — Мурманск недалеко от платформы Тениконда. На протяжении 3 км по Чалдоге проходит граница районов. Впадает в Янегу с правого берега в 18 км от её устья. Населённых пунктов на реке нет. Длина реки — 28 км.

## Данные водного реестра
По данным государственного водного реестра России относится к Балтийскому бассейновому округу, водохозяйственный участок реки — Свирь, речной подбассейн реки — Свирь (включая реки бассейна Онежского озера). Относится к речному бассейну реки Нева (включая бассейны рек Онежского и Ладожского озера).
Код объекта в государственном водном реестре — 01040100812102000012768.